# Velika nagrada Jadrana (motociklizam)
Velika nagrada Jugoslavije (Grand Prix of Yugoslavia) u motociklizmu je bila dio Svjetskog prvenstva u motociklizmu između 1969. i 1990., a održavala se na hrvatskim stazama Preluk kod Opatije (do 1977., kad na stazi pogibaju Ulrich Graf i Giovanni Zigiotto), a od 1978. se održava na Grobniku. 

Posljednja Velika nagrada Jugoslavije je održana 1990., a zadnji pobjednik utrke u klasi 500 cm3 je bio Amerikanac Wayne Rainey. Također je utrka za Veliku nagradu Jugoslavije bila predviđena za 1991., ali zbog velikosrpskog osvajačkog rata protiv Hrvatske premještena je na španjolsku stazu Jarama i utrka je nosila naziv Velika nagrada Europe. 
 

Velika nagrada Jugoslavije se ponekad nazivala i Velika nagrada Jadrana (Grand-Prix de l'Adriatique, Adriatic Grand Prix). Pod tim nazivom od 1969. do 1971. godine održavala se ta utrka i bodovala se za svjetsko prvenstvo.
U periodu od 1969. do 1990. nije se održala samo 1971. "zbog birokratske crvene vrpce slijedom promjene organizatora".

## Osvajači postolja na utrkama Velike nagrade Jugoslavije
Legenda:
██ ukupni pobjednik prvenstva te sezone(nepotpuno)

### 500cc
| Staza   | Sezona | Pobjednik        | Pobjednik | # 2               | # 2      | # 3               | # 3      |
| Staza   | Sezona | Vozač            | Motocikl  | Vozač             | Motocikl | Vozač             | Motocikl |
| ------- | ------ | ---------------- | --------- | ----------------- | -------- | ----------------- | -------- |
| Preluk  | 1969.  | Godfrey Nash     | Norton    | Franco Trabalzini | Paton    | Steve Ellis       | Linto    |
| Preluk  | 1970.  | Giacomo Agostini | MV Agusta | Ginger Molloy     | Kawasaki | Roberto Gallina   | Paton    |
| Preluk  | 1972.  | Alberto Pagani   | MV Agusta | Chas Mortimer     | Yamaha   | Paul Eickelberg   | König    |
| Preluk  | 1973.  | Kim Newcombe     | König     | Steve Ellis       | Yamaha   | Gianfranco Bonera | Suzuki   |
| Grobnik | 1979.  | Kenny Roberts    | Yamaha    | Virginio Ferrari  | Yamaha   | Franco Uncini     | Suzuki   |
| Grobnik | 1981.  | Randy Mamola     | Suzuki    | Marco Lucchinelli | Suzuki   | Kenny Roberts     | Yamaha   |
| Grobnik | 1982.  | Franco Uncini    | Suzuki    | Graeme Crosby     | Yamaha   | Barry Sheene      | Yamaha   |
| Grobnik | 1983.  | Freddie Spencer  | Honda     | Randy Mamola      | Suzuki   | Eddie Lawson      | Yamaha   |
| Grobnik | 1984.  | Freddie Spencer  | Honda     | Randy Mamola      | Honda    | Raymond Roche     | Honda    |
| Grobnik | 1985.  | Eddie Lawson     | Yamaha    | Freddie Spencer   | Honda    | Wayne Gardner     | Honda    |
| Grobnik | 1986.  | Eddie Lawson     | Yamaha    | Randy Mamola      | Yamaha   | Wayne Gardner     | Honda    |
| Grobnik | 1987.  | Wayne Gardner    | Honda     | Randy Mamola      | Yamaha   | Eddie Lawson      | Yamaha   |
| Grobnik | 1988.  | Wayne Gardner    | Honda     | Christian Sarron  | Yamaha   | Wayne Rainey      | Yamaha   |
| Grobnik | 1989.  | Kevin Schwantz   | Suzuki    | Wayne Rainey      | Yamaha   | Eddie Lawson      | Honda    |
| Grobnik | 1990.  | Wayne Rainey     | Yamaha    | Kevin Schwantz    | Suzuki   | Niall Mackenzie   | Suzuki   |

### 350cc
| Staza   | Sezona | Pobjednik          | Pobjednik | # 2               | # 2           | # 3               | # 3       |
| Staza   | Sezona | Vozač              | Motocikl  | Vozač             | Motocikl      | Vozač             | Motocikl  |
| ------- | ------ | ------------------ | --------- | ----------------- | ------------- | ----------------- | --------- |
| Preluk  | 1969.  | Silvio Grassetti   | Jawa      | Gilberto Milani   | Aermacchi     | František Šťastný | Jawa      |
| Preluk  | 1970.  | Giacomo Agostini   | MV Agusta | Kel Carruthers    | Benelli       | Silvio Grassetti  | Jawa      |
| Preluk  | 1972.  | János Drapál       | Yamaha    | Dieter Braun      | Yamaha        | Phil Read         | MV Agusta |
| Preluk  | 1973.  | János Drapál       | Yamaha    | Dieter Braun      | Yamaha        | John Dodds        | Yamaha    |
| Preluk  | 1974.  | Giacomo Agostini   | Yamaha    | John Dodds        | Yamaha        | Dieter Braun      | Yamaha    |
| Preluk  | 1975.  | Pentti Korhonen    | Yamaha    | Otello Buscherini | Yamaha        | Chas Mortimer     | Yamaha    |
| Preluk  | 1976.  | Olivier Chevallier | Yamaha    | Chas Mortimer     | Yamaha        | Takazumi Katayama | Yamaha    |
| Preluk  | 1977.  | Takazumi Katayama  | Yamaha    | Jon Ekerold       | Yamaha        | Michel Rougerie   | Yamaha    |
| Grobnik | 1978.  | Gregg Hansford     | Kawasaki  | Gianfranco Bonera | Yamaha        | Patrick Fernandez | Yamaha    |
| Grobnik | 1979.  | Kork Ballington    | Kawasaki  | Pekka Nurmi       | Yamaha        | Sadao Asami       | Yamaha    |
| Grobnik | 1981.  | Anton Mang         | Kawasaki  | Jon Ekerold       | Bimota-Yamaha | Carlos Lavado     | Yamaha    |

### 250cc
| Staza   | Sezona | Pobjednik          | Pobjednik         | # 2                 | # 2           | # 3                  | # 3           |
| Staza   | Sezona | Vozač              | Motocikl          | Vozač               | Motocikl      | Vozač                | Motocikl      |
| ------- | ------ | ------------------ | ----------------- | ------------------- | ------------- | -------------------- | ------------- |
| Preluk  | 1969.  | Kel Carruthers     | Benelli           | Gilberto Parlotti   | Benelli       | Kent Andersson       | Yamaha        |
| Preluk  | 1970.  | Santiago Herrero   | Ossa              | Kent Andersson      | Yamaha        | Rodney Gould         | Yamaha        |
| Preluk  | 1972.  | Renzo Pasolini     | Aermacchi         | Rodney Gould        | Yamaha        | Kent Andersson       | Yamaha        |
| Preluk  | 1973.  | Dieter Braun       | Yamaha            | Silvio Grassetti    | MZ            | Roberto Gallina      | Yamaha        |
| Preluk  | 1974.  | Chas Mortimer      | Yamaha            | Patrick Pons        | Yamaha        | Dieter Braun         | Yamaha        |
| Preluk  | 1975.  | Dieter Braun       | Yamaha            | Chas Mortimer       | Yamaha        | Patrick Pons         | Yamaha        |
| Preluk  | 1976.  | Dieter Braun       | Yamaha            | Tom Herron          | Yamaha        | Olivier Chevallier   | Yamaha        |
| Preluk  | 1977.  | Mario Lega         | Morbidelli        | Takazumi Katayama   | Yamaha        | Tom Herron           | Yamaha        |
| Grobnik | 1978.  | Gregg Hansford     | Kawasaki          | Anton Mang          | Kawasaki      | Kork Ballington      | Kawasaki      |
| Grobnik | 1979.  | Graziano Rossi     | Morbidelli        | Gregg Hansford      | Kawasaki      | Patrick Fernandez    | Yamaha        |
| Grobnik | 1980.  | Anton Mang         | Krauser           | Gianpaolo Marchetti | MBA           | Sauro Pazzaglia      | Ad Majora     |
| Grobnik | 1982.  | Didier de Radiguès | Chevallier-Yamaha | Paolo Ferretti      | MBA           | Jean-Louis Tournadre | Yamaha        |
| Grobnik | 1983.  | Carlos Lavado      | Yamaha            | Christian Sarron    | Yamaha        | Manfred Herweh       | Real-Rotax    |
| Grobnik | 1984.  | Manfred Herweh     | Real-Rotax        | Christian Sarron    | Yamaha        | Jacques Cornu        | Yamaha        |
| Grobnik | 1985.  | Freddie Spencer    | Honda             | Carlos Lavado       | Yamaha        | Loris Reggiani       | Aprilia-Rotax |
| Grobnik | 1986.  | Sito Pons          | Honda             | Jean-François Baldé | Honda         | Dominique Sarron     | Honda         |
| Grobnik | 1987.  | Carlos Lavado      | Yamaha            | Loris Reggiani      | Aprilia-Rotax | Reinhold Roth        | Honda         |
| Grobnik | 1988.  | Sito Pons          | Honda             | Juan Garriga        | Yamaha        | Dominique Sarron     | Honda         |
| Grobnik | 1989.  | Sito Pons          | Honda             | Reinhold Roth       | Honda         | Jacques Cornu        | Honda         |
| Grobnik | 1990.  | Carlos Cardús      | Honda             | John Kocinski       | Yamaha        | Martin Wimmer        | Aprilia       |

### 125cc
| Staza   | Sezona | Pobjednik          | Pobjednik  | # 2                | # 2        | # 3                 | # 3         |
| Staza   | Sezona | Vozač              | Motocikl   | Vozač              | Motocikl   | Vozač               | Motocikl    |
| ------- | ------ | ------------------ | ---------- | ------------------ | ---------- | ------------------- | ----------- |
| Preluk  | 1969.  | Dieter Braun       | Suzuki     | Dave Simmonds      | Kawasaki   | Ryszard Mankiewicz  | MZ          |
| Preluk  | 1970.  | Dieter Braun       | Suzuki     | Ángel Nieto        | Derbi      | Angelo Bergamonti   | Aermacchi   |
| Preluk  | 1972.  | Kent Andersson     | Yamaha     | Chas Mortimer      | Yamaha     | Harald Bartol       | Suzuki      |
| Preluk  | 1973.  | Kent Andersson     | Yamaha     | Chas Mortimer      | Yamaha     | Jos Schurgers       | Bridgestone |
| Preluk  | 1974.  | Kent Andersson     | Yamaha     | Ángel Nieto        | Derbi      | Henk van Kessel     | Bridgestone |
| Preluk  | 1975.  | Dieter Braun       | Morbidelli | Pierluigi Conforti | Morbidelli | Eugenio Lazzarini   | Piovaticci  |
| Preluk  | 1976.  | Pier Paolo Bianchi | Morbidelli | Henk van Kessel    | AGV-Condor | Paolo Pileri        | Morbidelli  |
| Preluk  | 1977.  | Pier Paolo Bianchi | Morbidelli | Ángel Nieto        | Bultaco    | Maurizio Massimiani | Morbidelli  |
| Grobnik | 1978.  | Ángel Nieto        | Minarelli  | Hans Müller        | Morbidelli | Pierluigi Conforti  | MBA         |
| Grobnik | 1979.  | Ángel Nieto        | Minarelli  | Thierry Espié      | Motobécane | Stefan Dörflinger   | Morbidelli  |
| Grobnik | 1980.  | Guy Bertin         | Motobécane | Hans Müller        | MBA        | Loris Reggiani      | Minarelli   |
| Grobnik | 1981.  | Loris Reggiani     | Minarelli  | Pier Paolo Bianchi | MBA        | Hans Müller         | MBA         |
| Grobnik | 1982.  | Eugenio Lazzarini  | Garelli    | Pier Paolo Bianchi | Sanvenero  | Jorge Martínez      | Garelli     |
| Grobnik | 1983.  | Bruno Kneubühler   | MBA        | Maurizio Vitali    | MBA        | Stefano Caracchi    | MBA         |
| Grobnik | 1988.  | Jorge Martínez     | Derbi      | Ezio Gianola       | Honda      | Lucio Pietroniro    | Honda       |
| Grobnik | 1990.  | Stefan Prein       | Honda      | Loris Capirossi    | Honda      | Bruno Casanova      | Honda       |

### 80cc
| Staza   | Sezona | Pobjednik         | Pobjednik | # 2               | # 2      | # 3               | # 3      |
| Staza   | Sezona | Vozač             | Motocikl  | Vozač             | Motocikl | Vozač             | Motocikl |
| ------- | ------ | ----------------- | --------- | ----------------- | -------- | ----------------- | -------- |
| Grobnik | 1984.  | Stefan Dörflinger | Zündapp   | Hubert Abold      | Derbi    | Jorge Martínez    | Derbi    |
| Grobnik | 1985.  | Stefan Dörflinger | Krauser   | Jorge Martínez    | Derbi    | Manuel Herreros   | Derbi    |
| Grobnik | 1986.  | Jorge Martínez    | Derbi     | Stefan Dörflinger | Krauser  | Ian McConnachie   | Krauser  |
| Grobnik | 1987.  | Jorge Martínez    | Derbi     | Stefan Dörflinger | Krauser  | Ian McConnachie   | Krauser  |
| Grobnik | 1988.  | Jorge Martínez    | Derbi     | Peter Öttl        | Krauser  | Àlex Crivillé     | Derbi    |
| Grobnik | 1989.  | Peter Öttl        | Krauser   | Manuel Herreros   | Derbi    | Stefan Dörflinger | Krauser  |

### 50cc
| Staza   | Sezona | Pobjednik         | Pobjednik | # 2                | # 2      | # 3               | # 3          |
| Staza   | Sezona | Vozač             | Motocikl  | Vozač              | Motocikl | Vozač             | Motocikl     |
| ------- | ------ | ----------------- | --------- | ------------------ | -------- | ----------------- | ------------ |
| Preluk  | 1969.  | Paul Lodewijkx    | Jamanthi  | Ángel Nieto        | Derbi    | Jan de Vries      | Kreidler     |
| Preluk  | 1970.  | Ángel Nieto       | Derbi     | Aalt Toersen       | Jamanthi | Rudolf Kunz       | Kreidler     |
| Preluk  | 1972.  | Jan Bruins        | Kreidler  | Ángel Nieto        | Derbi    | Otello Buscherini | Malanca      |
| Preluk  | 1973.  | Jan de Vries      | Kreidler  | Urlich Graf        | Kreidler | Stefan Dörflinger | Kreidler     |
| Preluk  | 1974.  | Henk van Kessel   | Kreidler  | Herbert Rittberger | Kreidler | Urlich Graf       | Kreidler     |
| Preluk  | 1975.  | Ángel Nieto       | Kreidler  | Rudolf Kunz        | Kreidler | Aldo Pero         | Kreidler     |
| Preluk  | 1976.  | Urlich Graf       | Kreidler  | Herbert Rittberger | Kreidler | Ángel Nieto       | Bultaco      |
| Preluk  | 1977.  | Ángel Nieto       | Bultaco   | Ricardo Tormo      | Bultaco  | Patrick Plisson   | ABF          |
| Grobnik | 1978.  | Ricardo Tormo     | Bultaco   | Eugenio Lazzarini  | Kreidler | Patrick Plisson   | ABF          |
| Grobnik | 1979.  | Eugenio Lazzarini | Kreidler  | Rolf Blatter       | Kreidler | Hagen Klein       | Haas Spezial |
| Grobnik | 1980.  | Ricardo Tormo     | Kreidler  | Stefan Dörflinger  | Kreidler | Eugenio Lazzarini | Iprem        |
| Grobnik | 1981.  | Ricardo Tormo     | Bultaco   | Stefan Dörflinger  | Kreidler | Rolf Blatter      | Kreidler     |
| Grobnik | 1982.  | Eugenio Lazzarini | Garelli   | Stefan Dörflinger  | Kreidler | Ricardo Tormo     | Bultaco      |
| Grobnik | 1983.  | Stefan Dörflinger | Kreidler  | Hans Spaan         | Kreidler | Rainer Kunz       | FKN-Kreidler |

### Statistika
| Vozač              | Pobjede | Pobjede    | Pobjede    | Pobjede    | Pobjede    | Pobjede  | Pobjede   | Postolja |
| Vozač              | Σ       | 500cc (15) | 350cc (11) | 250cc (20) | 125cc (16) | 80cc (6) | 50cc (14) | Postolja |
| ------------------ | ------- | ---------- | ---------- | ---------- | ---------- | -------- | --------- | -------- |
| Giacomo Agostini   | 3       | 1          | 2          |            |            |          |           | 3        |
| Kent Andersson     | 3       |            |            |            | 3          |          |           | 6        |
| Pier Paolo Bianchi | 2       |            |            |            | 2          |          |           | 4        |
| Dieter Braun       | 6       |            |            | 3          | 3          |          |           | 10       |
| Stefan Dörflinger  | 3       |            |            |            |            | 2        | 1         | 11       |
| János Drapál       | 2       |            | 2          |            |            |          |           | 2        |
| Wayne Gardner      | 2       | 2          |            |            |            |          |           | 4        |
| Gregg Hansford     | 2       |            | 1          | 1          |            |          |           | 3        |
| Carlos Lavado      | 2       |            |            | 2          |            |          |           | 4        |
| Eddie Lawson       | 2       | 2          |            |            |            |          |           | 5        |
| Eugenio Lazzarini  | 3       |            |            |            | 1          |          | 2         | 6        |
| Anton Mang         | 2       |            | 1          | 1          |            |          |           | 3        |
| Jorge Martínez     | 4       |            |            |            | 1          | 3        |           | 7        |
| Ángel Nieto        | 5       |            |            |            | 2          |          | 3         | 11       |
| Sito Pons          | 3       |            |            | 3          |            |          |           | 3        |
| Freddie Spencer    | 3       | 2          |            | 1          |            |          |           | 4        |
| Ricardo Tormo      | 3       |            |            |            |            |          | 3         | 5        |
| barem 3 postolja   |         |            |            |            |            |          |           |          |
| Chas Mortimer      | 1       |            |            | 1          |            |          |           | 7        |
| Randy Mamola       | 1       | 1          |            |            |            |          |           | 5        |
| Loris Reggiani     | 1       |            |            |            | 1          |          |           | 4        |
| Urlich Graf        | 1       |            |            |            |            |          | 1         | 3        |
| Silvio Grassetti   | 1       |            | 1          |            |            |          |           | 3        |
| Takazumi Katayama  | 1       |            | 1          |            |            |          |           | 3        |
| Hans Müller        | 0       |            |            |            |            |          |           | 3        |
| Wayne Rainey       | 1       | 1          |            |            |            |          |           | 3        |
| Henk van Kessel    | 1       |            |            |            |            |          | 1         | 3        |

| Proizvođač        | Pobjede | Pobjede    | Pobjede    | Pobjede    | Pobjede    | Pobjede  | Pobjede   | Postolja |
| Proizvođač        | Σ       | 500cc (15) | 350cc (11) | 250cc (20) | 125cc (16) | 80cc (6) | 50cc (14) | Postolja |
| ----------------- | ------- | ---------- | ---------- | ---------- | ---------- | -------- | --------- | -------- |
| Aermacchi         | 1       |            |            | 1          |            |          |           |          |
| Benelli           | 1       |            |            | 1          |            |          |           |          |
| Bultaco           | 3       |            |            |            |            |          | 3         |          |
| Chevallier-Yamaha | 1       |            |            | 1          |            |          |           |          |
| Derbi             | 5       |            |            |            | 1          | 3        | 1         |          |
| Garelli           | 2       |            |            |            | 1          |          | 1         |          |
| Honda             | 10      | 4          |            | 5          | 1          |          |           |          |
| Jamanthi          | 1       |            |            |            |            |          | 1         |          |
| Jawa              | 1       |            | 1          |            |            |          |           |          |
| Kawasaki          | 4       |            | 3          | 1          |            |          |           |          |
| König             | 1       | 1          |            |            |            |          |           |          |
| Krauser           | 3       |            |            | 1          |            | 2        |           |          |
| Kreidler          | 8       |            |            |            |            |          | 8         |          |
| MBA               | 1       |            |            |            | 1          |          |           |          |
| Minarelli         | 3       |            |            |            | 3          |          |           |          |
| Morbidelli        | 5       |            |            | 2          | 3          |          |           |          |
| Motobécane        | 1       |            |            |            | 1          |          |           |          |
| MV Agusta         | 3       | 2          | 1          |            |            |          |           |          |
| Norton            | 1       | 1          |            |            |            |          |           |          |
| Ossa              | 1       |            |            | 1          |            |          |           |          |
| Real-Rotax        | 1       |            |            | 1          |            |          |           |          |
| Suzuki            | 5       | 3          |            |            | 2          |          |           |          |
| Yamaha            | 19      | 4          | 6          | 6          | 3          |          |           |          |
| Zündapp           | 1       |            |            |            |            | 1        |           |          |

- Pobjednici i na grobničkoj i na prelučkoj stazi:
  -  Ángel Nieto
- Pobjednici u više klasa u jednoj sezoni:
  -  Dieter Braun 1975.,  Gregg Hansford 1978.,  Eugenio Lazzarini 1982.,  Jorge Martínez 1988.

## Poginuli vozači na VN Jugoslavije
| 1974. | Preluk  | Billie Nelson     |
| 1977. | Preluk  | Ulrich Grraf      |
| 1977. | Preluk  | Giovanni Zigiotto |
| 1981. | Grobnik | Michel Rougerie   |
| 1983. | Grobnik | Rolf Rüttimann    |

## Poveznice
- Svjetsko prvenstvo u motociklizmu
- Svjetsko prvenstvo u motociklizmu – niže klase
- Velika nagrada Jadrana (automobilizam), Preluk

## Vanjske poveznice
- Lokalpatrioti Rijeka Automobilistička i motociklistička povijest Rijeke (fotografije)
- Povijest VN Jugoslavije, Racing Memory